# Jamil Nasser
Jamil Nasser, geboren als George Joyner, (Memphis, 21 juni 1932 - 13 februari 2010) was een Amerikaanse jazzbassist. Hij speelde contrabas en elektrische bas, maar ook de tuba. Hij werkte veel samen met Ahmad Jamal, Randy Weston en Al Haig.
Nasser leerde al vroeg piano spelen van zijn moeder, toen hij zestien was begon hij basgitaar te spelen. Hij studeerde aan Arkansas State University, waar hij een schoolband leidde. Toen hij begin jaren vijftig als soldaat gelegerd was in Korea speelde hij bas en tuba in enkele bands. Na dienst speelde hij bij B.B. King (1955-1956). Hij verhuisde daarna naar New York, waar hij werkte met Phineas Newborn en Sonny Rollins. In 1959 toerde hij met de trompettist Idrees Sulieman in Europa en Noord-Afrika. In Parijs nam hij op met Lester Young en rond 1963 had hij een trio in New York. Vanaf het midden van de jaren zestig speelde hij vaak met Ahmad Jamal, waarvoor hij op veel platen meespeelde, tot 1974. Daarna nam hij regelmatig op met Al Haig. In de jaren tachtig en negentig speelde hij met onder meer Clifford Jordan, Jimmy Raney, Harold Mabern en bijvoorbeeld Gene Ammons. Nasser heeft geen platen als leider gemaakt.